# Thomas Krol
Thomas Krol (* 16. August 1992 in Colmschate) ist ein niederländischer Eisschnellläufer.

## Werdegang
Krol hatte seinen ersten internationalen Erfolg bei den Juniorenweltmeisterschaften 2011 in Seinäjoki. Dort gewann er die Goldmedaille im Mehrkampf. Im folgenden Jahr holte er bei den Juniorenweltmeisterschaften in Obihiro die Bronzemedaille im Mehrkampf und jeweils die Silbermedaille über 1500 m und im Vierkampf. Im Eisschnelllauf-Weltcup debütierte er zu Beginn der Saison 2012/13 in Heerenveen und belegte dabei den 18. Platz über 1500 m. Zu Beginn der Saison 2014/15 errang er in Obihiro mit dem neunten Platz über 1500 m seine erste Top-Zehn-Platzierung im Weltcup. Es folgte in Berlin ein dritter Platz über 1500 m und zum Saisonende der achte Platz im Gesamtweltcup über 1500 m. Bei den niederländischen Meisterschaften 2015 in Heerenveen wurde er Dritter und im folgenden Jahr Zweiter über 1500 m. In der Saison 2015/16 kam er bei 12 Weltcupstarts, zehnmal unter die ersten Zehn. Dabei errang er in Stavanger den dritten Platz über 1000 m und belegte zum Saisonende den zehnten Platz im Gesamtweltcup über 1000 m und den siebten Rang im Gesamtweltcup über 1500 m. Bei den Einzelstreckenweltmeisterschaften 2016 in Kolomna holte er die Bronzemedaille über 1500 m. In der Saison 2017/18 kam er im Weltcup über 1500 m zweimal und über 1000 m einmal auf den dritten Platz und erreichte damit den siebten Platz im Gesamtweltcup, den fünften Rang im Weltcup über 1000 m und den dritten Platz im Weltcup über 1500 m. Bei den Europameisterschaften 2018 in Kolomna holte er die Silbermedaille über 1500 m. Zudem wurde er dort Vierter über 1000 m.
Nach Platz drei im über 1000 m in Obihiro und Rang drei über 1000 m und über 1500 m in Tomakomai zu Beginn der Saison 2018/19, holte Krol in Heerenveen über 1500 m seinen ersten Weltcupsieg. Bei der Mehrkampfeuropameisterschaft im Januar 2019 in Klobenstein errang er den 16. Platz im Sprint-Mehrkampf. Bei den Einzelstreckenweltmeisterschaften 2019 in Inzell gewann er über 1000 m die Silbermedaille und über 1500 m die Goldmedaille. Beim Weltcupfinale im März 2019 in Salt Lake City wurde er über 1000 m und über 1500 m jeweils Zweiter und erreichte abschließend den fünften Platz im Gesamtweltcup über 1500 m und den vierten Rang im Gesamtweltcup über 1000 m. In der Saison 2019/20 siegte er dreimal über 1000 m, zweimal im Teamsprint und einmal über 1500 m. Zudem errang er über 15000 m jeweils einmal den zweiten und dritten Platz und einmal den zweiten Platz über 1000 mund erreichte damit den dritten Platz im Gesamtweltcup über 1500 m und den ersten Rang im Gesamtweltcup über 1000 m. Bei den Europameisterschaften 2020 in Heerenveen holte er die Silbermedaille über 1000 m und die Goldmedaille über 1500 m und bei den Einzelstreckenweltmeisterschaften 2020 in Salt Lake City die Silbermedaille über 1500 m und die Goldmedaille im Teamsprint. Nach Platz eins bei den Europameisterschaften 2021 in Heerenveen im Sprint-Mehrkampf zu Beginn der folgenden Saison, gewann er mit zwei Siegen den Gesamtweltcup über 1500 m und belegte im Gesamtweltcup über 1000 m mit je einen ersten und zweiten Platz, den zweiten Platz. Beim Saisonhöhepunkt, den Einzelstreckenweltmeisterschaften 2021 in Heerenveen, holte er die Goldmedaille über 1500 m.

## Weltcupsiege

### Weltcupsiege im Einzel
| Nr. | Datum             | Ort                 | Disziplin |
| --- | ----------------- | ------------------- | --------- |
| 1.  | 15. Dezember 2018 | Heerenveen          | 1500 m    |
| 2.  | 16. November 2019 | Minsk               | 1000 m    |
| 3.  | 23. November 2019 | Tomaszów Mazowiecki | 1500 m    |
| 4.  | 7. Dezember 2019  | Nur-Sultan          | 1000 m    |
| 5.  | 7. März 2020      | Heerenveen          | 1000 m    |
| 6.  | 23. Januar 2021   | Heerenveen          | 1500 m    |
| 7.  | 24. Januar 2021   | Heerenveen          | 1000 m    |
| 8.  | 30. Januar 2021   | Heerenveen          | 1500 m    |
| 9.  | 19. November 2021 | Stavanger           | 1000 m    |
| 10  | 5. Dezember 2021  | Salt Lake City      | 1000 m    |

### Weltcupsiege im Team
| Nr. | Datum             | Ort                 | Disziplin    |
| --- | ----------------- | ------------------- | ------------ |
| 1.  | 22. November 2019 | Tomaszów Mazowiecki | Teamsprint 1 |
| 2.  | 6. Dezember 2019  | Nur-Sultan          | Teamsprint 2 |

## Persönliche Bestzeiten
- 500 m      34,69 s (aufgestellt am 27. Dezember 2021 in Heerenveen)
- 1000 m    1:06,25 min (aufgestellt am 9. März 2019 in Salt Lake City)
- 1500 m    1:40,54 min (aufgestellt am 10. März 2019 in Salt Lake City)
- 3000 m    3:42,86 min (aufgestellt am 30. September 2017 in Inzell)
- 5000 m    6:46,30 min (aufgestellt am 28. Dezember 2010 in Heerenveen)
- 10.000 m    14:40,13 min (aufgestellt am 18. März 2012 in Enschede)